# Maria Emilia de Joly de Choin
Maria Emilia de Joly de Choin (Marie Émilie Thérèse; ur. 2 sierpnia 1670, zm. 1732) – francuska szlachcianka, dama dworu, kochanka i późniejsza żona Ludwika Wielkiego Delfina

## Życiorys
Maria Emilia urodziła się w Bourg-en-Bresse jako córka Piotra de Joly de Choin, wielkiego baliwa Bourg-en-Bresse i kobiety z rodu d'Urre d'Aiguebonne. W młodym wieku została damą dworu nieślubnej córki króla Ludwika XIV Marii Anny Burbon, księżnej Conti. Maria Emilia była uważana za kobietę nieatrakcyjną ale religijną.
Następca tronu Ludwik Wielki Delfin zakochał się w Marii Emilii wkrótce po śmierci swojej żony Marii Anny Bawarskiej w 1690 roku. Wiążąc się z Wielkim Delfinem Maria Emilia była w związku z hrabią Franciszkiem-Alfonsem de Clermont-Chaste, bliskim przyjacielem i kuzynem marszałka Luksemburskiego, który później doradzał mu małżeństwo z Choin, dzięki któremu ten miałby zdobyć władzę nad delfinem. Plotkowano, że Maria Emilia i Clerment-Chaste planują zdobyć tron poprzez spłodzenie dziecka, które Wielki Delfin uznałby za swoje, Kiedy plany kochanków zostały odkryte, a ich korespondencja trafiła w ręce króla, oboje zostali wygnani ze dworu.
Jednak romans pomiędzy Wielkim Delfinem a Marią Emilią się nie skończył.
Choin wyszła za mąż za delfina w 1694 roku. Nie są znane żadne szczegóły tej ceremonii, ale 19 lipca 1694, Ludwik pisał o niej w liście do morganatycznej drugiej małżonki swojego ojca, pani de Maintenon jako o swojej legalnej żonie. Maria Emilia nie otrzymała jednakże tytułu Delfiny Francji, który to tytuł był zarezerwowany dla równej stanem żony następcy tronu, ale wciąż oficjalnie nazywano ją panną de Choin; to małżeństwo nigdy nie zostało oficjalnie wspomniane, czy uznane, a sama Choin nie uczestniczyła w życiu dworu.

Była to otyła dziewczyna, brunetka, brzydka, o płaskim nosie, dowcipna, inteligentna, zdolna do intryg i przedsiębiorcza. [...] Bawiła go [delfina] i nim się spostrzegł, wkradła się w jego łaski.

Maria Emilia mieszkała w należącym do Wielkiego Delfina pałacu w Meudon, gdzie pełniła rolę podobną do roli madame de Maintenon w pałacu w Wersalu, gdzie niczym pani domu przyjmowała ambasadorów i książąt. Członków rodziny królewskiej przyjmowała w pozycji siedzącej i mówiąc do nich nie używała pełnych tytułów, tylko zwracała się wprost po imieniu, co było poważnym naruszeniem dworskiej etykiety. Jedynie do króla zwracała się z szacunkiem, ale ten ją ignorował. Podobnie jak druga żona Ludwika XIV w przypadku królewskiego potomstwa, Maria Emilia zajmowała się wychowaniem, edukacją i życiem codziennym dzieci, wnuków i prawnuków Wielkiego Delfina, co niepokoiło monarchę. Na dworze uważano, że swoją pozycję zdobyła dzięki niezwykle obfitemu biustowi i urąga zasadom stworzonym przez króla zwracając się do wszystkich wyżej od siebie urodzonych (co wówczas było nie do pomyślenia) jak królowa, albo małżonka monarchy.
Wielki Delfin był niezwykle skąpym człowiekiem - w odróżnieniu od ojca, który przeznaczał ogromne sumy na kaprysy swoich kochanek, jego syn zawsze dokładnie wyliczał pieniądze dla kochanki i nigdy nie zdarzyło mu się dać jej więcej niż czterysta złotych ludwików na kwartał, które zawsze wręczał jej osobiście.
Tylko raz w czasie sekretnego małżeństwa z delfinem Maria Emilia zaszła w ciążę: syn którego urodziła został wysłany na wieś (jak to było w przypadku dzieci królewskich i książęcych) i zmarł bezimiennie w wieku dwóch lat w 1697 roku. Poza nim małżonkowie nie mieli innych dzieci.
Po śmierci Wielkiego Delfina w 1711 roku Maria Emilia opuściła pałac Meudon. Niezwykle skąpy za życia książę, pozostawił jej całą swoją olbrzymią fortunę, dwa domy na wsi i dożywotnią rentę, ale testament został niemal natychmiast podważony i Marii Emilii przeznaczono tylko małą rentę, której większość przeznaczała na cele religijne i dobroczynność.
Zmarła w Paryżu do śmierci chwalona za swoje niezwykłe cnoty.